# Université Justus-Liebig de Gießen
Pour les articles homonymes, voir JLU.
L'université Justus-Liebig de Gießen (Justus-Liebig Universität Gießen), abrégée JLU, fondée en 1607, est l'une des plus anciennes universités d'Allemagne, avec 28 000 étudiants.

## Histoire
En 2020, l'université, avec ses 28 000 étudiants, est l'une des plus grandes de Hesse. Elle comprend onze facultés. La faculté de médecine vétérinaire de la JLU est jumelée avec Oniris, école continuatrice de l'école nationale vétérinaire de Nantes, depuis 1987.

## Personnalités liées à l'université

### Professeurs
- Georg Ludwig Alefeld (de)
- Johann Wilhelm Baumer (de)
- Jean-François-Michel Birnbaum
- David Christiani (de)
- Johann Georg Estor
- Karl Friedrich Emil Fries (de)
- Georg Haas (de)
- Philipp Ludwig Hanneken (de)
- Georg Ludwig Hartig
- Lothar Heffter (de)
- Friedrich Wilhelm Hensing (de)
- Wilhelm Friedrich Hezel
- Rudolf Hoppe
- Gregor Horstius (de)
- Johann Christian Hundeshagen (de)
- Rudolf von Jhering
- Ludwig Jungermann
- Johann Friedrich Kayser (de)
- Johann Kitzel (de)
- Johann Christoph Koch (de)
- Franz Kuhn
- Johann Christian Lange (de)
- Johann Georg Friedrich Leun (de)
- Justus von Liebig
- Johann Georg Liebknecht
- Oskar Lieven (de)
- Johann Nepomuk Locherer (de)
- Jonathan Michael Athanasius Löhnis (de)
- Egid von Löhr (de)
- Theodor Marezoll (de)
- Wilhelm Ludwig von Maskowsky (de)
- Friedrich Karl Meier (de)
- Balthasar Mentzer l'Ancien (de)
- Anton Heinrich Mollenbeck (de)
- Bernhard Ludwig Mollenbeck (de)
- Johann Heinrich Mollenbeck (de)
- Peter von Möllendorff
- Johann Stephan Müller (de)
- Friedrich Pagenstecher (de)
- Moritz Pasch
- Christian Rauch (de)
- Ferdinand von Ritgen
- Hugo von Ritgen (de)
- Wilhelm Conrad Röntgen
- Georg Sandhaas (de)
- Johann Christian Gottlieb Schaumann (de)
- Johann August Schlettwein (de)
- Friedrich Wilhelm Daniel Snell (de)
- Carl Vogt
- Philipp Friedrich Wilhelm Vogt (de)
- Immanuel Weber (de)
- Friedrich Gottlieb Welcker

### Étudiants
- Ludwig Bossler
- Christian Boßler (de)
- Georg Büchner
- Johann Philipp Burggrav (de)
- Wilhelm Curtmann (de)
- Julius Hubert Hillebrand (de)
- Hermann Kalbfuss
- Wilhelm Liebknecht
- Philipp Andreas Nemnich (de)
- August Nodnagel (de)
- Johann Wilhelm Christian Steiner (de)
- Johann Weinmann (de)
- Joseph Winkler (de)